# Kobyz

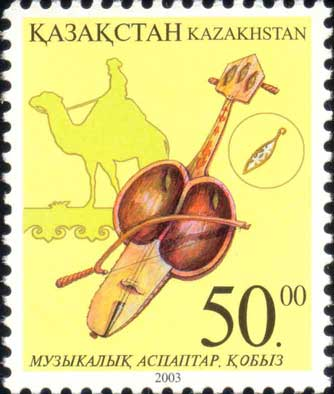
Kobyz du Kazakhstan

Le kobyz ou kopuz est un nom générique donné par les sociétés pastorales nomades des régions turco-mongoles, y compris l'Ouzbékistan, à divers instruments de musique traditionnelle d'Asie centrale :
- la vièle kyl-kobyz ou kyl kyyak (« kobyz ou kyyak à crin de cheval ») des Kazakhs, des Kirghizes et des Ouzbeks (kyl peut être traduit par « crin de cheval »), fait de noyer ou bouleau, d'une seule pièce, mesurant de 70-80 cm (à plus d'un mètre autrefois) ;
- le luth (koms/xomys khakasse, komuz kirghize) ;
- la guimbarde (aman-xuur mongole, xomus touva, yakoute, komuz kirghize, shan-kobyz kazakh)
- le xyl-xomus (touva) ;
- le tambour (kobuz altaïen).

Ces instruments avaient une connotation sacrée et magique du fait de leurs usages par les musiciens chamans lors de communication avec les esprits, d'exorcisme de maladies et de prémonitions. La légende veut que le premier kobyz ait été inventé par Korkyt Ata, le premier de tous les chamanes, pour repousser la mort qui ne pouvait le prendre tant qu'il en jouait, tant la musique charmait tous les êtres de la création.
La vièle étant le plus important de ces instruments aux yeux des natifs, c'est de ce kobyz qu'il sera traité ici (à comparer avec la kobza, la cobza et le sorud).

## Lutherie
Taillée dans un bloc monoxyle de bois de noyer, la caisse de résonance hémisphérique est ouverte. Seule une petite partie est recouverte d'une peau de chameau afin d'y placer le chevalet sur lequel reposent 2 cordes de crins de cheval tressés. Un miroir, visible par le musicien et placé dans la caisse, joue le rôle d'un intermédiaire ou d'une porte entre le monde d'ici et celui des esprits. Un manche sans frettes est prolongé par un cheviller carré souvent orné de motifs symboliques ou d'objets (cornes, objets décoratifs, fils de fer). Seuls les bakshys (troubadours chamanes) étaient autorisés à en construire.
Lors de l'avènement de l’URSS, le kobyz s'est fait plus petit et sa caisse de résonance a été recouverte en totalité comme celle du violon, mais depuis la fin des années 1980 des kobyz traditionnels, dont la caisse de résonance est à demi-découverte, réapparaissent. Une forme en creux (arrondi, ovale, simple, en forme de cœur ou plus rarement double) joue le rôle d'une sorte de pavillon qui renvoie le son vers le spectateur.

## Jeu
Instrument traditionnel des bardes et outil rituel des chamanes musiciens (bakhsy) du Kazakhstan et Turkménistan, on y joue des musiques lancinantes en kuï (pièces répétant des motifs mélodiques), invitant à la transe du chamane. Les motifs sont souvent basés sur l'imitation de rythmes ou de sons naturels, comme ceux des animaux. Leur apprentissage se fait traditionnellement auprès d'un maître, de manière uniquement orale et imitative. Le qobız ou kobyz pouvait accompagner les chanteurs professionnels, appelés seri, ou les chanteurs-improvisateurs, appelés akın ou akyn.
Ce type de musique et surtout ses instrumentistes ont progressivement disparu durant les bouleversements sociaux de la période soviétique en Asie centrale ; et peu d'enregistrements anciens semblent en avoir été conservés. Après la dislocation de l'URSS et sa transformation en CEI, la redécouverte s'est faite par l'intérêt pour les musiques rituelles et le chamanisme.
Ykhlas Duqan (Ykhlas Doukenov en russe, 1843-1916) célèbre kobyziste kazakh et compositeur, ne se considérant pas comme chamane, est celui qui a transmis le plus cette musique au début du XXe siècle. 
Deux autres musiciens réputés étaient :
- Djapash Qalembay (Zhappas Kalambaev en russe, 1909-1970) originaire du sud du Kazakhstan ayant appris le kobyz de son maître Karataou ;
- Devlet Mıqtıbay (Daoulet Myktybaev en russe, 1905-1976), originaire du centre du Kazakhstan et formé par le fils d’Ykhlas Duqan.

Parmi ceux qui sont encore vivants :
- Smagül Umbetbay (Smagoul Oumbetbaev en russe, né en 1949 au centre du Kazakhstan) ;
- Sayan Aqmolda (Saïan Akmoldaev en russe, né en 1974, né à Karataou, dans le sud du Kazakhstan).